# Arctodiaptomus michaeli
Arctodiaptomus michaeli là một loài động vật giáp xác thuộc họ Diaptomidae. Đây là loài đặc hữu của Ấn Độ.